# Liste der Kulturdenkmale in Sierksdorf
In der Liste der Kulturdenkmale in Sierksdorf sind alle Kulturdenkmale der schleswig-holsteinischen Gemeinde Sierksdorf (Kreis Ostholstein) und ihrer Ortsteile aufgelistet (Stand: 10. März 2025).

## Legende
In den Spalten befinden sich folgende Informationen:
- Objekt-ID: die Nummer des Kulturdenkmales
- Lage: die Adresse des Kulturdenkmales und die geographischen Koordinaten. Kartenansicht, um Koordinaten zu setzen. In der Kartenansicht sind Kulturdenkmale ohne Koordinaten mit einem roten Marker dargestellt und können in der Karte gesetzt werden. Kulturdenkmale ohne Bild sind mit einem blauen Marker gekennzeichnet, Kulturdenkmale mit Bild mit einem grünen Marker.
- Offizielle Bezeichnung: Bezeichnung des Kulturdenkmales
- Beschreibung: die Beschreibung des Kulturdenkmales
- Bild: ein Bild des Kulturdenkmales

## Bauliche Anlagen
| Objekt-ID      | Lage                                          | Offizielle Bezeichnung                       | Beschreibung | Bild            |
| -------------- | --------------------------------------------- | -------------------------------------------- | --- | --------------- |
| 11248 Wikidata | Altonaer Weg 2 (54° 5′ 10″ N, 10° 44′ 41″ O)  | Herrenhaus                                   | Herrenhaus des Gutes Oevelgönne; Ende 19. Jh.; eingeschossiger Putzbau über hohem Kellersockel, beide Traufseiten mit zweigeschossigem Mittelrisalit, pfannengedecktes Mansarddach mit Halbwalm - Begründung: geschichtlich, Kulturlandschaft prägend - Schutzumfang: gesamtes Objekt - Denkmaltyp: Bauliche Anlage | BW              |
| 8429 Wikidata  | Gutshof (54° 4′ 56″ N, 10° 46′ 11″ O)         | Gut Wintershagen: Herrenhaus                 | Alteintragung (Aktualisierung vorgesehen) - Begründung: Alteintragung (Aktualisierung vorgesehen) - Schutzumfang: Alteintragung (Aktualisierung vorgesehen) - Denkmaltyp: Bauliche Anlage | BW              |
| 9275 Wikidata  | Gutshof (54° 4′ 55″ N, 10° 46′ 14″ O)         | Gut Wintershagen: Scheune                    | Alteintragung (Aktualisierung vorgesehen) - Begründung: Alteintragung (Aktualisierung vorgesehen) - Schutzumfang: Alteintragung (Aktualisierung vorgesehen) - Denkmaltyp: Bauliche Anlage | BW              |
| 9282 Wikidata  | Gutshof (54° 4′ 57″ N, 10° 46′ 14″ O)         | Gut Wintershagen: Kuhstall                   | Alteintragung (Aktualisierung vorgesehen) - Begründung: Alteintragung (Aktualisierung vorgesehen) - Schutzumfang: Alteintragung (Aktualisierung vorgesehen) - Denkmaltyp: Bauliche Anlage | BW              |
| 9283 Wikidata  | Gutshof (54° 4′ 57″ N, 10° 46′ 17″ O)         | Gut Wintershagen: Pferdestall                | Alteintragung (Aktualisierung vorgesehen) - Begründung: Alteintragung (Aktualisierung vorgesehen) - Schutzumfang: Alteintragung (Aktualisierung vorgesehen) - Denkmaltyp: Bauliche Anlage | BW              |
| 9284 Wikidata  | Gutshof (54° 4′ 58″ N, 10° 46′ 18″ O)         | Gut Wintershagen: Schmiede mit Stellmacherei | Alteintragung (Aktualisierung vorgesehen) - Begründung: Alteintragung (Aktualisierung vorgesehen) - Schutzumfang: Alteintragung (Aktualisierung vorgesehen) - Denkmaltyp: Bauliche Anlage | BW              |
| 9285 Wikidata  | Gutshof (54° 4′ 58″ N, 10° 46′ 16″ O)         | Gut Wintershagen: Haferscheune               | Alteintragung (Aktualisierung vorgesehen) - Begründung: Alteintragung (Aktualisierung vorgesehen) - Schutzumfang: Alteintragung (Aktualisierung vorgesehen) - Denkmaltyp: Bauliche Anlage | BW              |
| 9286 Wikidata  | Gutshof (54° 4′ 57″ N, 10° 46′ 11″ O)         | Gut Wintershagen: Kutschenhaus               | Alteintragung (Aktualisierung vorgesehen) - Begründung: Alteintragung (Aktualisierung vorgesehen) - Schutzumfang: Alteintragung (Aktualisierung vorgesehen) - Denkmaltyp: Bauliche Anlage | BW              |
| 9287 Wikidata  | Gutshof (54° 4′ 58″ N, 10° 46′ 10″ O)         | Gut Wintershagen: Backhaus (Trafohaus)       | Alteintragung (Aktualisierung vorgesehen) - Begründung: Alteintragung (Aktualisierung vorgesehen) - Schutzumfang: Alteintragung (Aktualisierung vorgesehen) - Denkmaltyp: Bauliche Anlage | BW              |
| 9290 Wikidata  | Gutshof (54° 4′ 49″ N, 10° 46′ 13″ O)         | Gut Wintershagen: Eiskeller                  | Alteintragung (Aktualisierung vorgesehen) - Begründung: Alteintragung (Aktualisierung vorgesehen) - Schutzumfang: Alteintragung (Aktualisierung vorgesehen) - Denkmaltyp: Bauliche Anlage | BW              |
| 9295 Wikidata  | Rosenberg (54° 4′ 58″ N, 10° 46′ 19″ O)       | Gut Wintershagen: Doppelwohnhaus (2)         | Alteintragung (Aktualisierung vorgesehen) - Begründung: Alteintragung (Aktualisierung vorgesehen) - Schutzumfang: Alteintragung (Aktualisierung vorgesehen) - Denkmaltyp: Bauliche Anlage | BW              |
| 9292 Wikidata  | Rosenberg 1 (54° 4′ 55″ N, 10° 46′ 25″ O)     | Gut Wintershagen: Vogthaus                   | Alteintragung (Aktualisierung vorgesehen) - Begründung: Alteintragung (Aktualisierung vorgesehen) - Schutzumfang: Alteintragung (Aktualisierung vorgesehen) - Denkmaltyp: Bauliche Anlage | BW              |
| 9294 Wikidata  | Rosenberg 3 (54° 4′ 55″ N, 10° 46′ 22″ O)     | Gut Wintershagen: Doppelwohnhaus (1)         | Alteintragung (Aktualisierung vorgesehen) - Begründung: Alteintragung (Aktualisierung vorgesehen) - Schutzumfang: Alteintragung (Aktualisierung vorgesehen) - Denkmaltyp: Bauliche Anlage | BW              |
| 9296 Wikidata  | Rosenberg 5 - 7 (54° 4′ 55″ N, 10° 46′ 22″ O) | Gut Wintershagen: Doppelwohnhaus (3)         | Alteintragung (Aktualisierung vorgesehen) - Begründung: Alteintragung (Aktualisierung vorgesehen) - Schutzumfang: Alteintragung (Aktualisierung vorgesehen) - Denkmaltyp: Bauliche Anlage | BW              |
| 12503          | Stawedder 2 (54° 3′ 38″ N, 10° 43′ 40″ O)     | sogenannte Meierei                           | sog. Meierei; nach 1789; Fachhallenhaus in Zweiständerkonstruktion mit Abseiten, Außenmauern in Fachwerk mit Backsteinausfachung, reetgedecktes Walmdach; mit Hausbäumen - Begründung: geschichtlich, Kulturlandschaft prägend - Schutzumfang: sog. Meierei, Hausbäume - Denkmaltyp: Bauliche Anlage                | BW              |
| 1026 Wikidata  | Torhaus 1 (54° 5′ 13″ N, 10° 44′ 40″ O)       | Gut Oevelgönne: Torhaus                      | Alteintragung (Aktualisierung vorgesehen) - Begründung: Alteintragung (Aktualisierung vorgesehen) - Schutzumfang: Alteintragung (Aktualisierung vorgesehen) - Denkmaltyp: Bauliche Anlage | Fotos hochladen |

## Gründenkmale
| Objekt-ID      | Lage                                    | Offizielle Bezeichnung               | Beschreibung | Bild                             |
| -------------- | --------------------------------------- | ------------------------------------ | --- | -------------------------------- |
| 20922 Wikidata | Am Seehof (54° 3′ 57″ N, 10° 46′ 11″ O) | Schmidt-Rottluff-Allee               | Alteintragung (Aktualisierung vorgesehen) - Begründung: geschichtlich, künstlerisch, Kulturlandschaft prägend - Schutzumfang: gesamtes Objekt - Denkmaltyp: Gründenkmal                                | weitere Fotos \| Fotos hochladen |
| 9288 Wikidata  | Gutshof (54° 4′ 56″ N, 10° 46′ 5″ O)    | Gut Wintershagen: Park mit Obstwiese | Alteintragung (Aktualisierung vorgesehen) - Begründung: geschichtlich, städtebaulich - Schutzumfang: Gut Wintershagen: Park mit Obstwiese, nördlicher Teich, östlicher Teich - Denkmaltyp: Gründenkmal | BW                               |
| 9289 Wikidata  | Gutshof (54° 4′ 56″ N, 10° 46′ 14″ O)   | Gut Wintershagen: Kastanienallee     | Alteintragung (Aktualisierung vorgesehen) - Begründung: geschichtlich, städtebaulich - Schutzumfang: gesamtes Objekt - Denkmaltyp: Gründenkmal                                                         | BW                               |

## Quelle
- Liste der Kulturdenkmale in Schleswig-Holstein – Kreis Ostholstein (PDF)

- Karte mit allen Koordinaten:
- OSM |
- WikiMap